# A falência
A falência é um romance escrito por Júlia Lopes de Almeida, publicado em 1901. A obra se passa em 1891, no Rio de Janeiro, e acompanha o círculo social em torno de personagem ficcional Francisco Teodoro, um imigrante português que se tornou uma figura proeminente no setor cafeeiro do século XIX.

## Enredo
O romance tem início no armazém de Francisco Teodoro, homem que construiu sua fortuna por meio do trabalho incansável no setor cafeeiro. O ambiente é descrito pelo narrador como um espaço dominado pela força física e pela presença masculina, tornando-se hostil à presença feminina: “Dominava ali o trabalho viril, a força física, movida por músculos de aço e peitos decididos a ganhar duramente a vida”.

## Personagens femininas

### Camila
Camila, mulher de origem humilde, ascende socialmente ao se casar com Francisco Teodoro. Na narrativa, é retratada como uma figura de modos refinados, considerada ideal para o matrimônio segundo os padrões burgueses da época. No entanto, essa aparência de vida perfeita é abalada pelas infidelidades do marido com Sidônia, e posteriormente pelo envolvimento amoroso de Camila com o Dr. Gervásio. Ao cometer adultério, a personagem transgride os valores sociais impostos às mulheres no século XIX, denunciando a desigualdade de tratamento entre homens e mulheres no que diz respeito à moral sexual. Camila expressa sua revolta diante do punitivismo direcionado às mulheres.

### Catarina
Catarina, irmã do comandante Rino, é marcada por traumas de violência familiar. Filha de mãe brasileira e pai dinamarquês, presenciou na infância o assassinato da mãe pelo próprio pai. Esse episódio traumático desperta nela uma visão crítica sobre o casamento e o papel da mulher na sociedade. Ao longo da narrativa, Catarina manifesta ideias progressistas, especialmente em uma conversa com Francisco Teodoro, na qual defende o direito ao voto feminino e à educação feminina para além dos limites domésticos.

## Temas
Além das questões de gênero, o romance aborda problemáticas sociais pouco debatidas no século XIX, como a falência econômica e o declínio moral, a luta de classes, o racismo, a violência de gênero e as contradições da sociedade patriarcal.

## Impacto e circulação
A crítica literária Zahidé Muzart destaca a habilidade de Júlia Lopes de Almeida em retratar as mazelas sociais de sua época por meio de personagens femininas multifacetadas. Entre as figuras que se sobressaem na narrativa estão Rute, filha violinista de Francisco Teodoro; Noca, empregada doméstica marcada pela lealdade; Nina, jovem acolhida por caridade; e, especialmente, Camila, esposa que transgride os padrões morais da sociedade ao envolver-se amorosamente com o médico Dr. Gervásio.
A falência teve boa repercussão editorial à época de seu lançamento. Os rendimentos obtidos com sua publicação permitiram à autora adquirir um casarão no bairro de Santa Teresa, onde viveu com sua família por mais de duas décadas.
O livro integra a lista de leituras obrigatórias para o vestibular da Universidade Federal do Paraná de 2025 e 2026.